# Marquês de Fronteira

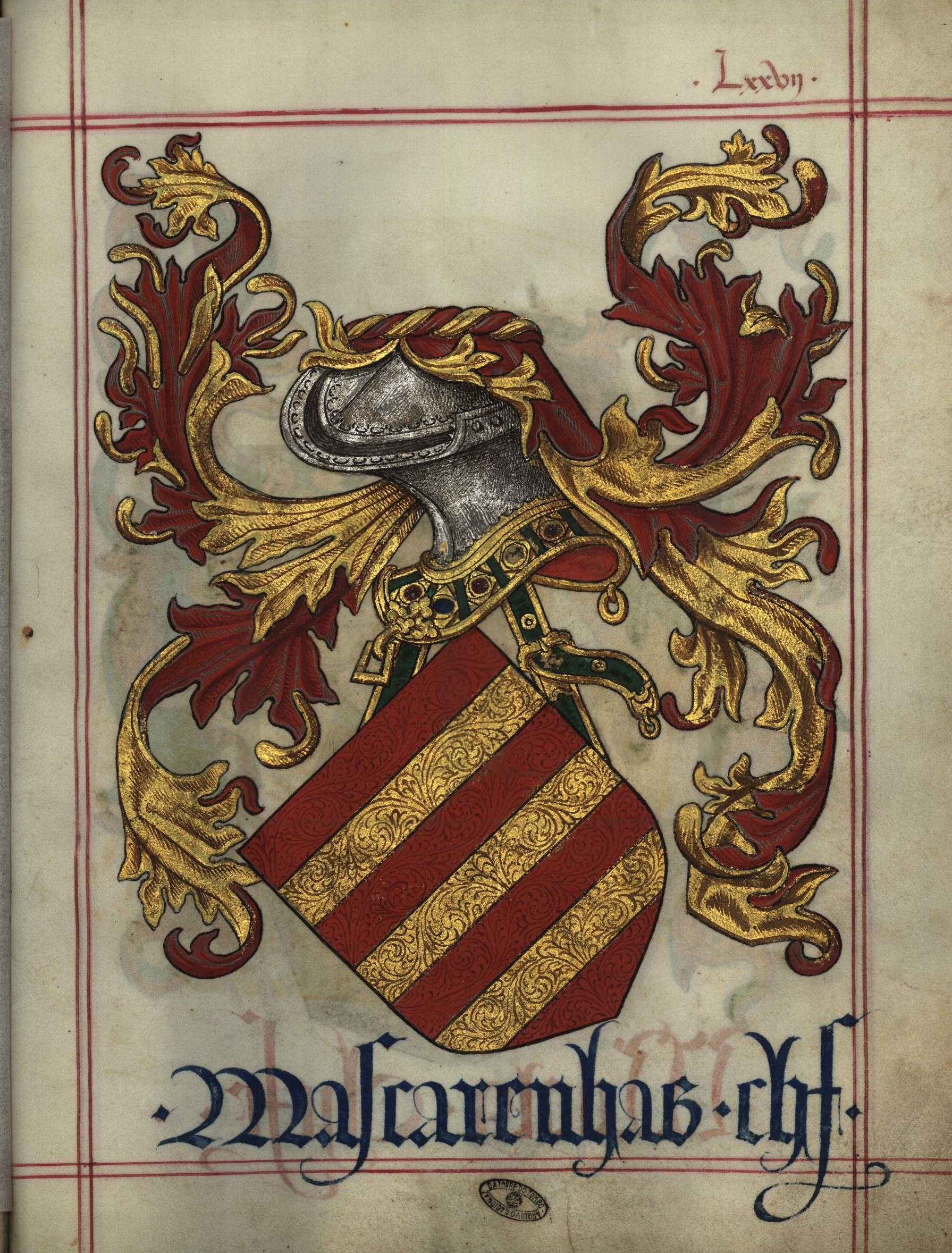
Armas de Mascarenhas chefe, in Livro do Armeiro-Mor (1509) (fl 77^{v}). Armas dos Condes da Torre (1638) e Marqueses de Fronteira (1670).

Marquês de Fronteira é um título nobiliárquico português criado por Carta de 7 de Janeiro de 1670 do Regente D. Pedro em nome do Rei D. Afonso VI em favor de  D. João de Mascarenhas, 2.º Conde da Torre, como recompensa pelos seus feitos militares na Guerra da Restauração (1640–1668), e por ter apoiado D. Pedro II contra D. Afonso VI em 1667–1668.
O 2.º Conde da Torre foi quem, já como Marquês de Fronteira, mandou construir o Palácio Fronteira, nos arredores de Lisboa. Ainda hoje em posse da família, este belo conjunto arquitectónico e paisagístico é um dos melhores exemplos de uma casa nobre da época em Portugal.
Tal como a quase totalidade da alta nobreza portuguesa do Antigo Regime, a linhagem e os seus títulos foram descritos por D. António Caetano de Sousa nas Memorias Historicas e Genealogicas dos Grandes de Portugal.
A Casa de Fronteira destaca-se por ter sido, das casas nobres portuguesas, uma das que melhor sobreviveram à crise do Antigo Regime e do século XIX em Portugal, nomeadamente a Revolução Liberal do Porto em 1820 e logo as Guerras Liberais de 1828–1834, e as suas consequências para a alta nobreza. Hoje, para além do palácio e seus jardins a Casa Fronteira possui também ainda, como vestígio do antigo Condado da Torre, a Herdade da Torre no concelho de Ponte de Sor, gerida desde 1963 como Sociedade Agrícola do Condado da Torre. Com 7236 ha, esta é uma das maiores propriedades agrárias de Portugal.
Em 1987 a Fundação das Casas de Fronteira e Alorna, com fins culturais, científicos, e educativos, foi instituída por D. Fernando Mascarenhas, na altura o representante destes títulos.

## Condes da Torre (1638)

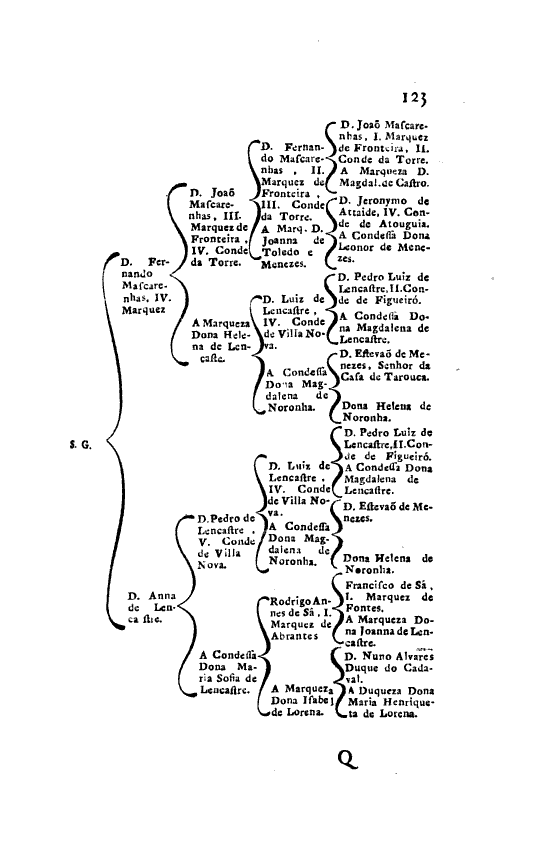
Costados dos marqueses, nas Memorias Historicas e Genealogicas dos Grandes de Portugal (1755).

O Condado da Torre tem as suas origens no morgadio da Torre das Várzeas, instituído em 1574 por D. Fernando Mascarenhas e sua mulher, D. Filipa da Silva, avós do primeiro conde. A 26 de Julho de 1638, este morgadio transformou-se em condado com a atribuição por Filipe III de Portugal do título de Conde da Torre a D. Fernando Mascarenhas, neto homónimo do anterior.
O 1.º Conde da Torre foi logo no início do ano seguinte nomeado Governador-geral do Brasil, durante as invasões holandesas no Brasil. Um irmão seu, Filipe de Mascarenhas, era então governador do Ceilão (1640–1645), e foi depois Vice-rei da Índia (1645–1651), numa época de duras guerras contra os holandeses também no Índico. Em 1640, o Conde da Torre comandou uma grande armada luso-espanhola contra os holandeses no território, que com 38 navios era a maior armada até então enviada ao Brasil.
O 2.º Conde da Torre, que já em 1658 recebera a comenda de São Martinho de Pindo da Ordem de Cristo, no bispado de Viseu, especificamente como recompensa pelos serviços do pai e deste tio, foi então feito Marquês de Fronteira em 1670 como recompensa pelo seus serviços durante a Guerra da Restauração.

### Titulares
1. D. Fernando de Mascarenhas (c. 1610–1651), 1.º Conde da Torre.
2. D. João de Mascarenhas (1633–1681), 2.º Conde da Torre, filho do anterior, feito 1.º Marquês de Fronteira.

### Armas
De vermelho, com três faixas de ouro. Timbre: um leão de vermelho, armado e lampassado de ouro.
Apesar das armas heráldicas dos Mascarenhas serem de uma notável e bela simplicidade medieval, e já se encontrarem em 1509 no Livro do Armeiro-Mor, a linhagem tinha apenas importância menor na Idade Média ― não sendo por exemplo referida nas várias crónicas de Fernão Lopes, e aparecendo após todas as principais linhagens de então no armorial mencionado. Também Anselmo Braamcamp Freire, apesar de referir por várias vezes membros da linhagem, não lhe dedicou nenhum capítulo nos seus Brasões da Sala de Sintra. No entanto, os feitos dos membros da linhagem no século XVII deram-lhe grande destaque, tendo ela recebido a devida atenção por autores dessea centúria e da seguinte, como o referido D. António Caetano de Sousa.

## Marqueses de Fronteira (1670)

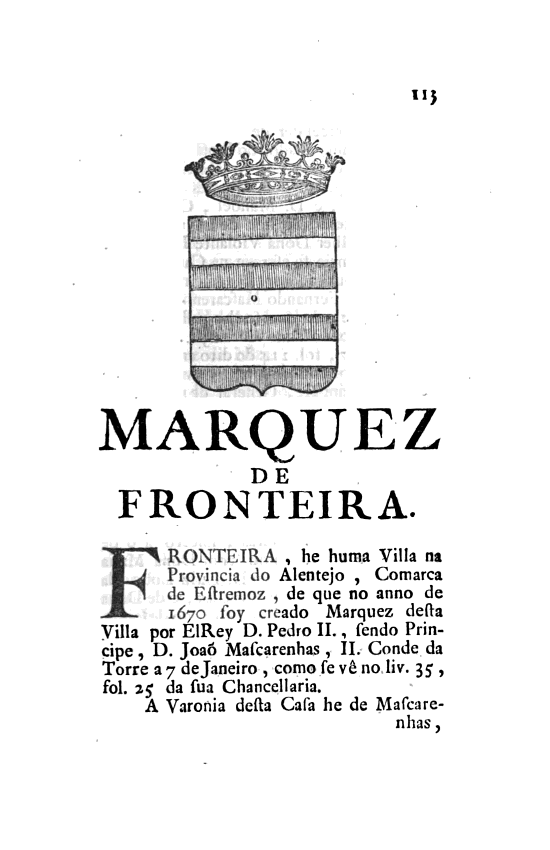
Título dos Marqueses de Fronteira, na obra de António Caetano de Sousa

O 2.º Conde da Torre, para além de numerosos cargos civis, distinguiu-se especialmente durante as campanhas da Aclamação, como então se chamou a Guerra da Restauração. Na fase final do conflito, esteve presente nas principais batalhas da guerra, no Alentejo, nomeadamente a Batalha das Linhas de Elvas (1659), em que serviu às ordens do Conde de Cantanhede e ficou levemente ferido, na Batalha do Ameixial (1663), às ordens do Conde de Vila Flor, e na Batalha de Montes Claros (1665), às ordens do Marquês de Marialva. Pertencia ainda ao Conselho de Estado e ao Conselho de Guerra desde 1663, e era Gentil-Homem da câmara do infante D. Pedro desde 1666. Como recompensa por tudo isto, for em 1670 feito Marquês de Fronteira, vila alentejana a meio caminho entre os grandes campos de batalha e o seu Condado da Torre em Ponte de Sor.

### Titulares
1. D. João de Mascarenhas (1633–1681), 1.º Marquês de Fronteira e 2.º Conde da Torre, filho do anterior.
2. D. Fernando Mascarenhas (1655–1729), 2.º Marquês de Fronteira e 3.º Conde da Torre, filho do anterior.
3. D. João de Mascarenhas (1679–1737), 3.º Marquês de Fronteira e 4.º Conde da Torre, filho do anterior.
4. D. Fernando José Mascarenhas (1717–1765), 4.º Marquês de Fronteira e 5.º Conde da Torre, filho do anterior.
5. D. José Luis Mascarenhas (1721–1799), 5.º Marquês de Fronteira e 6.º Conde da Torre, irmão do anterior.
6. D. João José Luis Mascarenhas Barreto (1778–1806), 6.º Marquês de Fronteira, 7.º Conde da Torre e 7.º Conde de Coculim, filho do anterior. Casou com D. Leonor Oyenhausen de Almeida (1776–1850), 5.ª Marquesa de Alorna e 9.ª Condessa de Assumar, filha e herdeira da famosa Marquesa de Alorna, unindo assim as Casas de Fronteira e Alorna.
7. D. José Trasimundo Mascarenhas Barreto, 7.º Marquês de Fronteira, 6.º Marquês de Alorna, 10.º Conde de Assumar, 8.º Conde da Torre e 8.º Conde de Coculim, filho do anterior.
8. D. Maria Mascarenhas Barreto, 8.º Marquês de Fronteira, 6.º Maquês de Alorna, 10.º Conde da Torre, 10.º Conde de Assumar e 9.º Conde de Coculim, filha do anterior. Casou com Pedro João de Moraes Sarmento, 2º Barão de Torre de Moncorvo, que nasceu em Copenhaga a 27 de Dezembro de 1829 e morreu a 10 de Janeiro de 1903, filho primogénito do primeiro casamento do 1.° Barão e 1.° Visconde da Torre de Moncorvo.
9. D. José Maria Mascarenhas,(1856–1930), 9.º Marquês de Fronteira, 7.º Maquês de Alorna, 11.º Conde da Torre, 11.º Conde de Assumar e 10.º Conde de Coculim.
10. D. José Maria Mascarenhas (n.1882–1944), 10.º Marquês de Fronteira, 8.º Marquês de Alorna, 12.º Conde da Torre, 12.º Conde de Assumar e 11.º Conde de Coculim.
11. D. Fernando José Fernandes Costa Mascarenhas (Lisboa, 17 de abril de 1945 – Lisboa, 12 de novembro de 2014[12][13]), 11.º Marquês de Fronteira, 9.º Marquês de Alorna, 13.º Conde da Torre, 13.º Conde de Assumar e 12.º Conde de Coculim. Casado duas vezes, não deixou filhos já que um problema endócrino, detectado quando tinha 14 anos, o impossibilitava de gerar descendência. Como sucessor na presidência do Conselho Executivo da Fundação, designou o seu sobrinho António, vontade expressa no “Sermão ao Meu Sucessor – Notas para Uma Ética da Sobrevivência”.
12. D. José Maria Pinto Basto Mascarenhas (Lisboa, Lapa, 10 de Março de 1945 – Lisboa, 10 de Junho de 2020), 12.º Marquês de Fronteira, 10.º Maquês de Alorna, 14.º Conde da Torre, 14.º Conde de Assumar, 13.º Conde de Coculim. Foi presidente do Conselho Directivo da Fundação das Casas de Fronteira e Alorna desde Novembro de 2014, após a morte do seu antecessor.
13. D. António Maria Infante da Câmara Mascarenhas (n. 1985), 13.º Marquês de Fronteira, 11.º Maquês de Alorna, 15.º Conde da Torre, 15.º Conde de Assumar e 14.º Conde de Coculim.

### Armas
As dos Condes da Torre.

## Palácio dos Marqueses de Fronteira

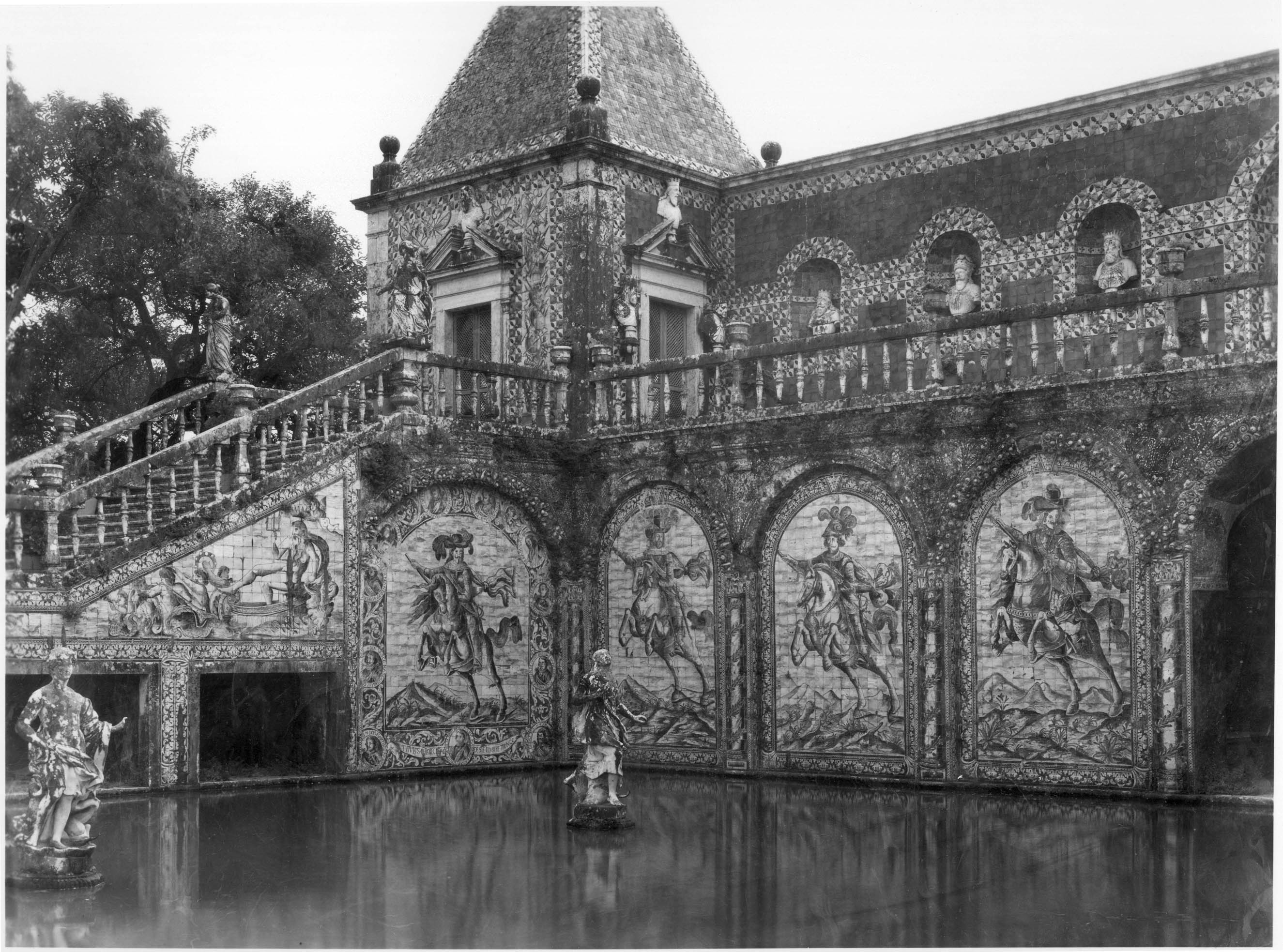
Outro aspecto do pavilhão. Note-se os azulejos e bustos de reis.

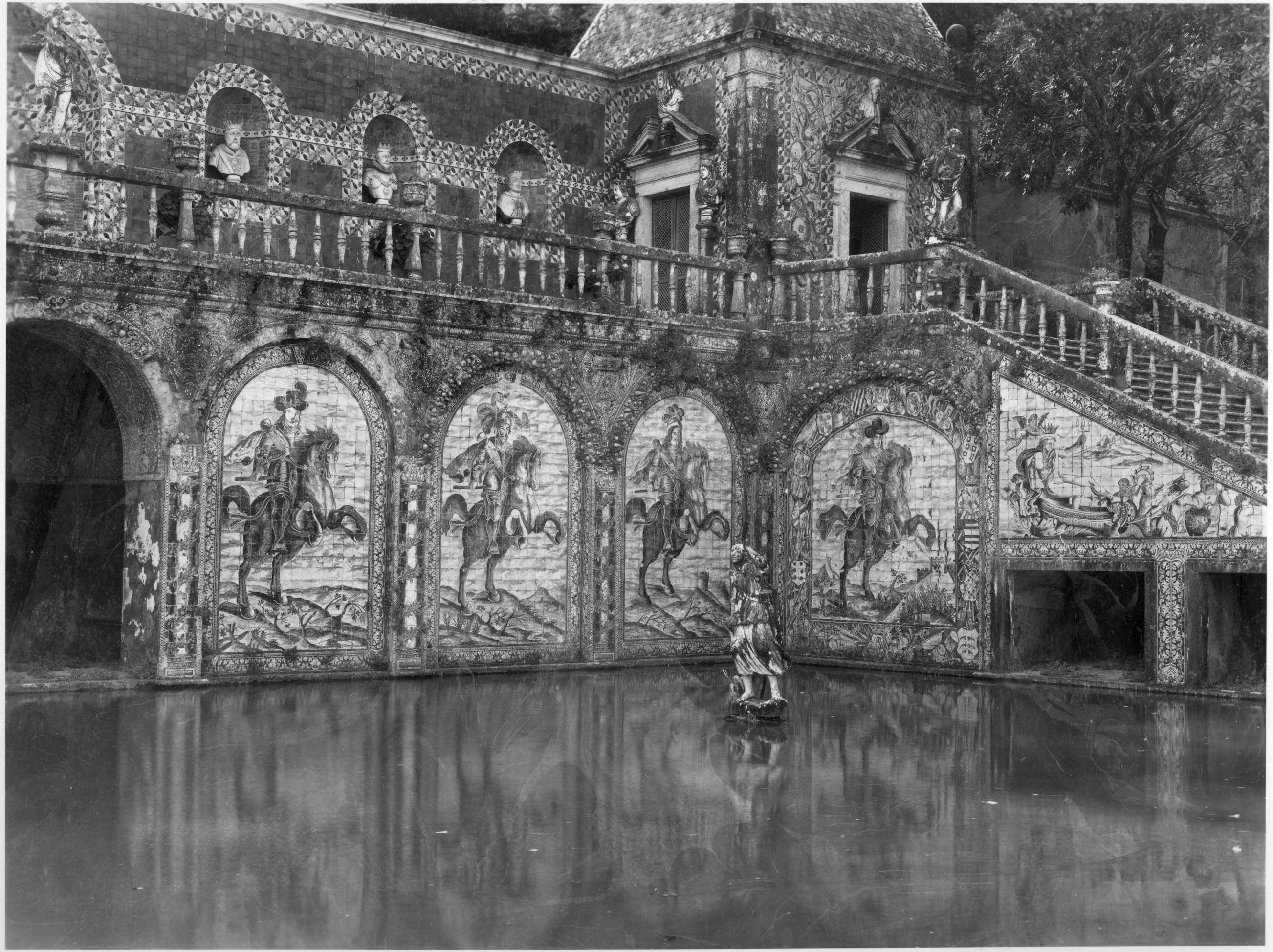
Aspecto do pavilhão e tanque adjacente ao palácio e jardins.

Imediatamente após ter sido feito marquês, D. João Mascarenhas ordenou a construção do presente Palácio Fronteira, perto do Convento de São Domingos de Benfica, na freguesia homónima de Lisboa, construído em 1671–1672.
Classificado como Monumento Nacional desde 1982, e situado presentemente à beira do Parque Florestal de Monsanto, o conjunto engloba o palácio propriamente dito, uma capela, um parque e jardins de 5,5 ha, e um belo pavilhão com tanque de água, imponentes escadarias, azulejaria representando antepassados da família, e uma galeria com bustos de todos os monarcas portugueses ― excepto os três espanhóis da Dinastia Filipina, cujos exércitos o primeiro marquês combateu.
O palácio é ainda hoje habitado pelo presente herdeiro dos títulos da Casa de Fronteira, mas os jardins e algumas das suas salas podem ser visitadas. Merece destaque a chamada Sala das Batalhas.
Desde 1987 o palácio funciona ainda como sede da Fundação das Casas de Fronteira e Alorna.

## Fundação das Casas de Fronteira e Alorna
D. Fernando Mascarenhas, que representou o título de Marquês de Fronteira, instituiu em 1987 a Fundação das Casas de Fronteira e Alorna, que promove várias actividades culturais, projectos de investigação, e serviços educativos relacionados com a história de Portugal.
Existe ainda uma associação subsidiária da fundação, os Amigos da Fundação das Casas de Fronteira e Alorna, que angaria fundos para a Fundação e já promoveu restauros de estatuária do jardim e retratos de família, promovendo ainda encontros sociais.